# Ebbe

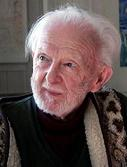
Ebbe Grims-land

Ebbe är ett mansnamn med flera möjliga ursprung. Dels är det en gammal dansk kortform av Esbjörn eller Asbjörn, där förleden es- eller as- betyder ’gud’, dels är det (liksom Ebba) en forntysk kortform av det gamla tyska namnet Eberhard som är sammansatt av orden Eber ’vildsvin’ och hard ’hård’, ’stark’. Namnet har använts i Sverige sedan 1300-talet,
Namnet hade en viss popularitet på 1930-talet, men har sedan dess varit relativt ovanligt. Trenden är dock just nu[när?] uppåtgående.
31 december 2005 fanns det totalt 3915 personer i Sverige med namnet, varav 1320 med det som tilltalsnamn.
År 2003 fick 44 pojkar namnet, varav 23 fick det som tilltalsnamn.
Namnsdag: 6 mars (sedan 1993; 1901–1992 14 augusti). I den finlandssvenska namnsdagslängden har Ebbe namnsdag 13 oktober sedan starten 1929, då en egen namnsdagskalender togs i bruk för finlandssvenskar, med undantag av 1950–1972 då namnsdagen var 23 december.

## Personer med namnet Ebbe
- Axel Ebbe, konstnär
- Ebbe Carlsson, svensk bokförläggare
- Ebbe Damm, svensk företagsledare och entreprenör
- Ebbe Grims-land, tonsättare
- Ebbe Gustaf Bring, biskop
- Ebbe Hagard, präst
- Ebbe Hernlund, jurist
- Ebbe Jularbo, svensk dragspelare
- Ebbe Lieberath, pionjär inom svensk scouting
- Ebbe Linde, författare
- Ebbe Nilsson, dansbandsmusiker
- Ebbe Reuterdahl, författare och debattör
- Ebbe Sand, dansk fotbollsspelare
- Ebbe Schön, svensk litteraturvetare, folklivsforskare och författare
- Ebbe Skammelsson, svensk medeltida ballad
- Ebbe Sunesson Hvide, marsk
- Bo-Ebbe Löfberg, läkare, "TV-doktor"